# Caus del Guitard
Els Caus del Guitard és una font de Terrassa dins del Parc Natural de Sant Llorenç del Munt i l'Obac
Situada a 480 metres d’altitud, a la propietat de Can Guitard de la Muntanya, al torrent de la Xoriguera (les aigües del qual acaben al Llobregat), es troba la surgència dels Caus del Guitard, que és una font que només raja després de períodes de pluja importants, uns 200 litres per metre quadrat en menys d'un mes. El doll d’aigua en forma de cascada esdevé espectacular.
El forat per on brolla l’aigua té una forma allargassada de 40 cm d’alçada i d’1,50 metres d’amplada aproximadament. De la boca s’inicia un primer tram de galeria de 8 metres de longitud al final de la qual hi ha un pou de 4 metres de fondària. Aquest pou va ésser desobstruït pels membres del Grup d’Espeleologia de Badalona. Posteriorment, el Grup d'Espeleologia del Club Muntanyenc de Terrassa entre el 1980 i 1981 va topografiar 40 metres de recorregut, que es mostren a continuació, dels 83 metres fins avui explorats.
El funcionament precís de les aigües no es coneix del cert. Hi ha qui considera la intermitència de la surgència com a efecte de sobreeixidor d’una cavitat subterrània, en aquest cas la font raja per efecte sifó. Aquesta teoria es complementa amb la possibilitat d’un gran llac interior que faria rajar el conjunt de fonts intermitents de la zona.
Altres opinions, més fonamentades, consideren que no existeix el llac sinó que la roca funciona com una esponja o sistema de petits conductes interconnectats i, quan aquesta xarxa està saturada d’aigua, sobreïx pels Caus. Recentment, es torna a considerar la possibilitat de l’existència d’un aqüífer subterrani de considerables dimensions i que els Caus és el desguàs o sobreeixidor quan es satura. També és determinant que prop d’aquí els conglomerats acaben, i comencen les micorelles o pissarres que, al ser impermeables, forcen l’aigua a sortir més amunt pels Caus, els Bullidors i els Cauets.
Els Caus va ser una destacada font de subministrament d’aigua per a Terrassa. A finals del segle XIX i després de diversos projectes, la Mina Pública d’Aigües de Terrassa juntament amb l’Institut Industrial i la Cambra del Comerç van construir el pantà de la Xoriguera.